# Zubehörmontage

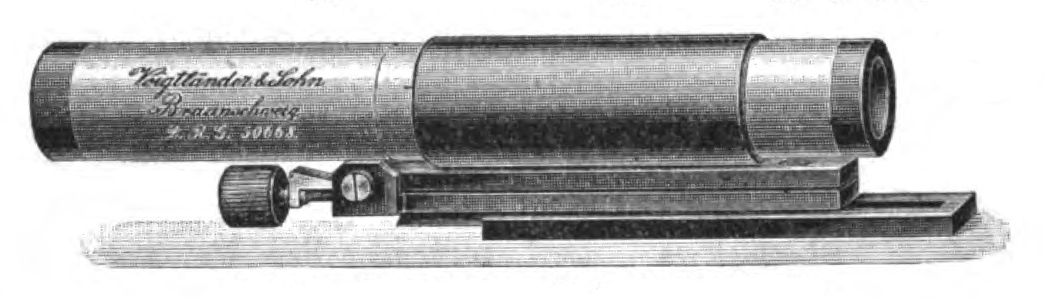
Zielfernrohr von 1896 auf Zubehörmontage mit Schwalbenschwanzverbindung

Die Zubehörmontage oder Montage oder Zielfernrohrmontage ist ein Begriff der Büchsenmacher und damit der Waffentechnik. Es bezeichnet eine Komponente oder ganzes System, um Zubehörteile sicher an Waffen zu befestigen. Die ersten montierten Zubehörteile waren Visiere und insbesondere Zielfernrohre.
Ziel der Montage ist es, dass sie zum einen das Zubehör präzise fixiert und bei Remontage äußerst wiederholgenau ist. Dies bedeutet, dass beispielsweise beim Einschießen nach dem erneuten Aufsetzen der Optik auf die Waffe exakt die gleiche Treffpunktlage beibehalten wird. Zu beachten ist bei der Verwendung von Zubehörteilen, dass sich, durch das Zusatzgewicht der Anbaugeräte, das Gewicht der Waffe teilweise stark erhöht und abhängig von der Anbauposition auch der Schwerpunkt verändert.

## Hintergrund
Grundsätzlich muss zwischen der Festmontage und einer Universalmontage unterschieden werden. Bei der Festmontage ist zum Beispiel das Visier oder Zielfernrohr fest mit der Waffe verbunden und kann ohne Werkzeug nicht mehr demontiert werden. Die Universalmontage erlaubt das Montieren und Austauschen diverser darauf passender Zubehöre ohne Werkzeug.

## Arten von Montagen
- Festmontage

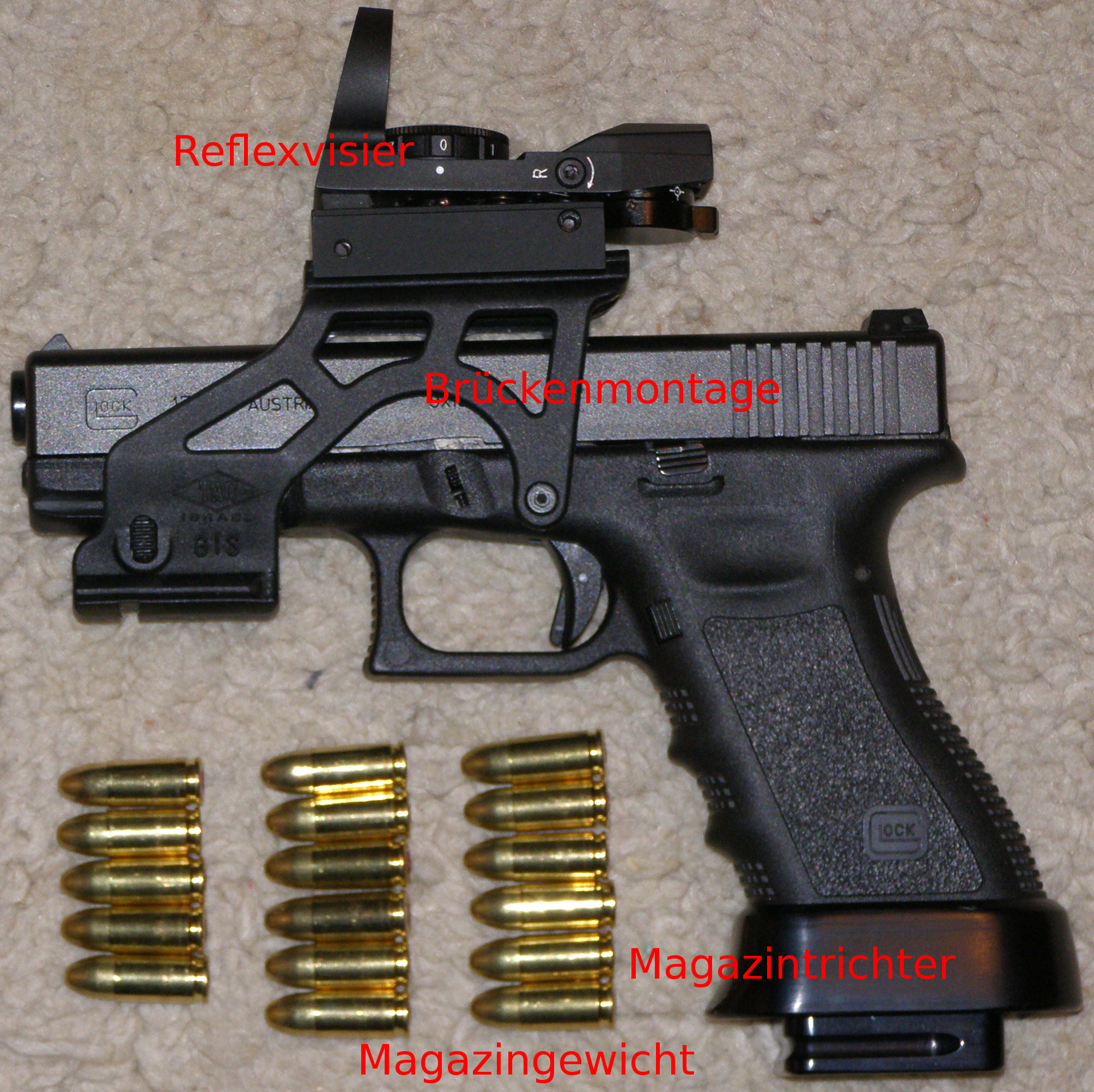
Glock 17 mit Anbauteilen

- Einhak- und Schwenkmontagen, beispielsweise die Suhler Einhakmontage
- Brückenschwenk-Montage
- Brückenmontage
- Montage mit Schienensystemen

Festmontagen stellen die ursprüngliche Montageart dar. Als im Übergang vom 19. zum 20. Jahrhundert Zielfernrohre aufkamen wurden sie ausnahmslos „fest montiert“. Auch heute noch werden Zielfernrohre gerade im jagdlichen Umfeld hauptsächlich mit Festmontagen befestigt. Durch das Verspannen des Mittelteils des Zielfernrohrs durch Spannringe bei der Festmontage kann es allerdings zu Spannungen im Zielfernrohr kommen, die sich negativ auf die optische Achse und damit die Präzision des Zielfernrohrs auswirken.
Einhak- und Schwenkmontagen ermöglichen das Abnehmen des Zielfernrohres (ZF) von der Waffe. Sie sind die aufwändigste Zielfernrohr-Montagen, verlangen sehr penible Passarbeiten und verwenden sehr präzise gefertigte Bauteile um beispielsweise durch Einhaken und Einschwenken des ZFs eine hohe Wiederholgenauigkeit zu erzielen.
Während Schwenk- und auch Prismenmontage praktisch ausschließlich für Zielfernrohre genutzt werden, wird an anderen Montagen – insbesondere bei Schienensystemen – auch anderes Zubehör montiert.
Bei Pistolen haben bezüglich der Zubehörmontage einen großen Unterschied zu Gewehren. Bei Pistolen bewegt sich bei jeder Schussabgabe der Schlitten als oberes Teil der Waffe. Es gibt daher zwei grundsätzliche Arten der Montage. Bei der Brückenmontage wird die Brücke am unteren Teil der Waffe, dem unbeweglichen Rahmen, montiert, die Optik wird auf die Oberseite der Montage befestigt. Der Schlitten kann sich so unter der Optik frei bewegen. Die Brückenmontage wird vor allem bei Sportschützen zur Erreichung besserer Treffergebnisse verwendet. An täglich zu tragenden Gebrauchspistolen ist so eine Konstruktion zu klobig. Dort werden Optiken, vor allem Reflexvisiere, auf den beweglichen Schlitten montiert.

### Schienensysteme

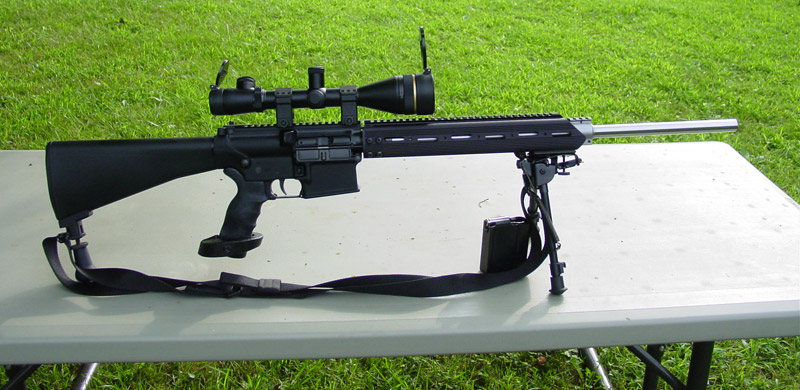
Lange Schiene auf einem Sportgewehr

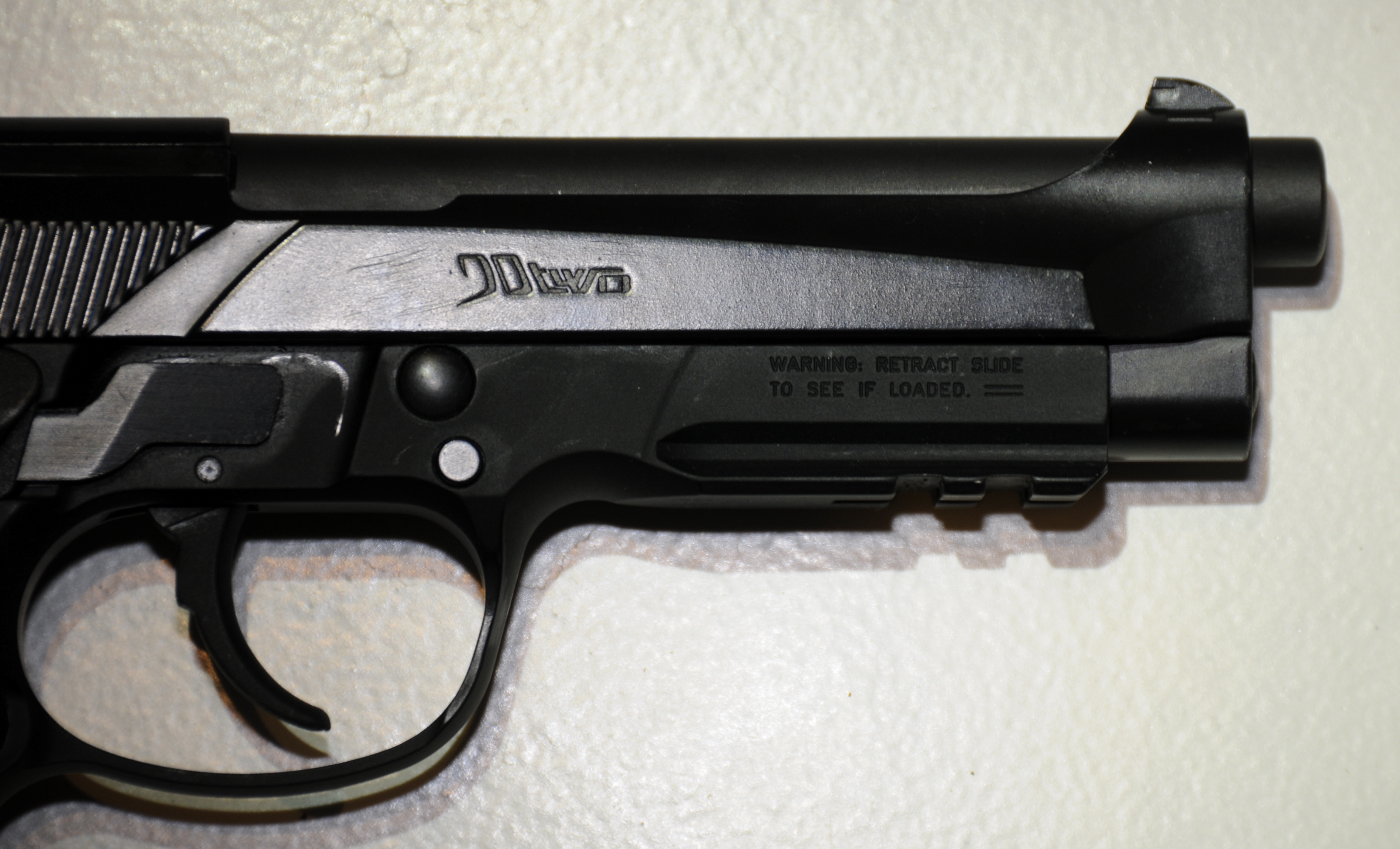
Unterbauschiene an einer Pistole

Schienensysteme oder Montageschienen (englisch Rail Interface System, Rail Adapter System oder auch Rail Integration System) sind standardisierte, in der Regel profilierte, Schienen, die zur Montage von Zubehör verwendet werden. Die Schienen sind dabei fest mit dem Gehäuse der Waffen verbunden und entsprechend ausgerichtet und eingestellt. Sie ermöglichen so die schnelle Montage und Demontage einer Vielzahl von Zubehör und sollen eine möglichst geringe Abweichung garantieren.
Das erste Schienensystem, welches sich auch dem Markt durchsetzen konnte, war die Weaver-Schiene. Mit ihr wurden schon im Zweiten Weltkrieg das Scharfschützengewehr M1903 A4 von Springfield Armory ausgerüstet. Durch die Veränderung der polizeilichen und militärischen Anforderungen im Laufe der Jahrzehnte, wurde eine weitere Standardisierung der Weaver-Schiene aber unumgänglich.
So wurde Mitte der 1990er-Jahre vom Picatinny-Arsenal auf ihrer Basis die Picatinny-Schiene weiterentwickelt und standardisiert (MIL-STD-1913 und NATO-Standard 2324), mit der heute ein Großteil der militärischen Handfeuerwaffen in der NATO ausgerüstet ist. Aus der Picatinny-Schiene wurde die NATO-Schiene (STANAG 4694) entwickelt, deren Norm 2009 offiziell verabschiedet wurde.
Schienen finden sich heute an fast jedem modernen Sturmgewehr, zum Beispiel dem M16-A3, G36C und FN SCAR, wieder. Durch die Schienen ist es nicht notwendig, die Montage an die Waffe anzupassen, da sie zum integralen Bauelement wird. Die Adaption des Zubehörs erfolgt über standardisierte Klemmungen, die mit den meist vorhandenen Nuten eine formschlüssige Verbindung eingehen. Auch an Pistolen für Behörden und Militär sind kurze Schienen unter dem Lauf inzwischen gebräuchlich (beispielsweise bei der HK P2000).
Heute wird vor allem im militärischen und paramilitärischen Bereich eine Vielzahl von Zubehör über die Montage an Waffen befestigt. Hierzu zählen unter anderem Nachtsichtgeräte, taktische Lampen, Laser, Granatwerfer oder Zusatzgriffe. So kann etwa beim G36 der Bundeswehr ein Laser-Licht-Modul (LLM01) und ein Granatwerfer AG36 montiert werden.